# Нефтопровод
Нефтопроводът, срещано и като петролопровод, е инженерно съоръжение, предназначено за транспорт на суров нефт.
Представлява тръба с кръгло сечение и сравнително голям диаметър.
Различават се 2 вида нефтопроводи:
- промишлени – за доставяне на добития нефт от кладенеца до сборно място;
- магистрални – за превоз на нефт на големи разстояния.

Руският учен Дмитрий Менделеев през 1863 г. предлага за транспортиране на нефт да се използват тръбопроводи, обяснява принципа на действие, представя убедителни аргументи в полза на новия вид транспорт. Първият нефтопровод в Руската империя, проектиран от руския учен Владимир Шухов и изграден на Апшеронския полуостров от Балаханското находище до нефтопреработващите заводи в Баку, е въведен в действие през 1878 г.